# Dumanci
Dumanci (ukr. Думанці) – wieś na Ukrainie, w obwodzie czerkaskim, w rejonie czerkaskim, w hromadzie Łeśky. W 2001 liczyła 760 mieszkańców.